# قنطريون
القنطريون أو المُرَّار أو قنطريون كبير، هو جنس نباتي ينتمي إلى الفصيلة النجمية. يضم هذا الجنس ما بين 634 نوعًا مقبولا و686 نوعًا لم يحسم أمرها بعد. هي نباتات شوكية موطن معظمها حوض البحر الأبيض المتوسط وكثير منها في بلاد الشام.

## من أنواعهالواطنةفيالوطن العربي
1. قنطريون الأقرع (باللاتينية: Centaurea cassia) في بلاد الشام
2. القنطريون أقسوني الأوراق (باللاتينية: Centaurea onopordifolia) في بلاد الشام
3. القنطريون الأنطاكي (باللاتينية: Centaurea antiochia) في لواء اسكندرون
4. القنطريون الأورفيلي (باللاتينية: Centaurea urvillei) في الأقاليم السورية الشمالية وتركيا واليونان
5. القنطريون الأوضح (باللاتينية: Centaurea hololeuca) في بلاد الشام
6. القنطريون الأيبيري (باللاتينية: Centaurea iberica)
7. القنطريون البابلي (باللاتينية: Centaurea babylonica) في بلاد الشام وتركيا
8. قنطريون باذورد صغير (باللاتينية: Centaurea microcnicus) في بلاد الشام وتركيا
9. قنطريون بتوسيموببوس (باللاتينية: Centaurea ptosimopappa) في بلاد الشام وتركيا
10. قنطريون بروغيير (باللاتينية: Centaurea bruguiereana) في بلاد الشام وتركيا والقوقاز
11. القنطريون البصيلي (باللاتينية: Centaurea bulbosa)
12. قنطريون بلاد الرافدين (باللاتينية: Centaurea mesopotamica) في بلاد الشام والعراق
13. قنطريون بلانش (باللاتينية: Centaurea blancheana) في بلاد الشام
14. القنطريون البني (باللاتينية: Centaurea jacea) في المغرب العربي وأوروبا
15. القنطريون البوستي (باللاتينية: Centaurea postii) في بلاد الشام
16. القنطريون التريومفيتي (باللاتينية: Centaurea triumfettii) في بلاد الشام
17. القنطريون التمساحي (باللاتينية: Centaurea crocodylium) أو الوردي في بلاد الشام
18. القنطريون الجلدي (باللاتينية: Centaurea behen) في بلاد الشام
19. القنطريون الجيري (باللاتينية: Centaurea calcitrapa) في بلاد الشام ومصر والمغرب العربي وأوروبا
20. القنطريون حامل الصوف (باللاتينية: Centaurea eriophora) في بلاد الشام والمغرب العربي وأيبيريا
21. القنطريون الخلاب (باللاتينية: Centaurea speciosa) في بلاد الشام
22. قنطريون دلبيس (باللاتينية: Centaurea delbesiana) في بلاد الشام
23. القنطريون الدمشقي (باللاتينية: Centaurea damascena) في بلاد الشام
24. القنطريون رمادي الأوراق (باللاتينية: Centaurea drabifolia)
25. القنطريون الرملي (باللاتينية: Centaurea ammocyanus)
26. القنطريون السيبيري (باللاتينية: Centaurea sibirica)
27. القنطريون السينائي (باللاتينية: Centaurea sinaica) في بلاد الشام
28. القنطريون الشاحب (باللاتينية: Centaurea pallescens) في بلاد الشام ومصر، ويتبعه
القنطريون الشاحب نويع الإدومي (باللاتينية: Centaurea pallescens subsp. idumaea) في بلاد الشام
القنطريون الشاحب نويع الخرنوبي (باللاتينية: Centaurea pallescens subsp. kurnubensis) في بلاد الشام
القنطريون الشاحب نويع الكلسي (باللاتينية: Centaurea pallescens subsp. calcitrapella) في بلاد الشام وسيناء
29. القنطريون الشعري (باللاتينية: Centaurea cineraria)
30. القنطريون شفاف القِنابات (باللاتينية: Centaurea hyalolepis) في بلاد الشام
31. القنطريون الشوكي (باللاتينية: Centaurea spinosa)
32. القنطريون الصوفي (باللاتينية: Centaurea lanulata) في بلاد الشام
33. القنطريون الصيفي (باللاتينية: Centaurea solstitialis) في بلاد الشام والمغرب العربي وأوروبا
34. القنطريون الطرفي (باللاتينية: Centaurea limbata)
35. القنطريون طويل الشوكة (باللاتينية: Centaurea longispina) في بلاد الشام
36. القنطريون عاري الثمرة (باللاتينية: Centaurea gymnocarpa)
37. القنطريون العسقلاني (باللاتينية: Centaurea ascalonica) في بلاد الشام
38. القنطريون العقيم (باللاتينية: Centaurea sterilis)
39. القنطريون العنبري (باللاتينية: Centaurea cyanus) في بلاد الشام
40. القنطريون العيناتي (باللاتينية: Centaurea ainetensis) في بلاد الشام
41. القنطريون الغامض (باللاتينية: Centaurea ambigua) في إيطاليا
42. القنطريون القاسي (باللاتينية: Centaurea rigida) في بلاد الشام وتركيا
43. القنطريون القبرصي (باللاتينية: Centaurea akamantis)
44. القنطريون القرصعني (باللاتينية: Centaurea eryngioides) في بلاد الشام وسيناء
45. القنطريون القزم (باللاتينية: Centaurea pumilio) في بلاد الشام ومصر والمغرب العربي واليونان وإيطاليا
46. القنطريون القضيبي (باللاتينية: Centaurea virgata) في بلاد الشام
47. القنطريون الكبريتي (باللاتينية: Centaurea sulphurea) في المغرب العربي وإسبانيا
48. القنطريون الكحلي (باللاتينية: Centaurea cyanoides) في بلاد الشام
49. قنطريون اللجاة (باللاتينية: Centaurea trachonitica) في بلاد الشام
50. القنطريون لوفي الأوراق (باللاتينية: Centaurea arifolia) في بلاد الشام وتركيا
51. القنطريون المالطي (باللاتينية: Centaurea melitensis)
52. القنطريون المبارك (باللاتينية: Centaurea benedicta) في بلاد الشام وسيناء والمغرب العربي وكثير من مناطق أوروبا
53. القنطريون المترهل (باللاتينية: Centaurea laxa) في بلاد الشام وتركيا
54. القنطريون متغاير الثمار (باللاتينية: Centaurea heterocarpa) في بلاد الشام وتركيا
55. القنطريون المتفجع (باللاتينية: Centaurea pullata) في المغرب العربي
56. القنطريون المدغل (باللاتينية: Centaurea dumulosa) في بلاد الشام
57. القنطريون المشابه (باللاتينية: Centaurea simulans) في بلاد الشام
58. القنطريون المصري (باللاتينية: Centaurea aegyptiaca) في بلاد الشام
59. القنطريون المصغر (باللاتينية: Centaurea reducta) في بلاد الشام
60. القنطريون المغربي (باللاتينية: Centaurea diluta) في المغرب العربي وجنوب أوروبا
61. القنطريون المكنسي (باللاتينية: Centaurea scoparia) في بلاد الشام ومصر
62. القنطريون الملكي (باللاتينية: Centaurea regia) في بلاد الشام
63. القنطريون الممتد (باللاتينية: Centaurea procurrens) في بلاد الشام
64. القنطريون المنتشر (باللاتينية: Centaurea diffusa) في بلاد الشام والقوقاز وجنوب أوروبا وانتشر كنوع مجتاح في أماكن أخرى
65. القنطريون المنخفض (باللاتينية: Centaurea depressa) (أو الشبة المنخفضة) في بلاد الشام
66. قنطريون موتيرد (باللاتينية: Centaurea mouterdei) في بلاد الشام
67. القنطريون النبلي (باللاتينية: Centaurea verutum) في بلاد الشام
68. قنطريون هندل (باللاتينية: Centaurea laxa) في بلاد الشام وتركيا
69. القنطريون الورقي (باللاتينية: Centaurea foliosa) في لواء اسكندرون وتركيا

## من أنواعه الأخرى
1. القنطريون الأبيض (باللاتينية: Centaurea alba)
2. القنطريون الأجرب (باللاتينية: Centaurea scabiosa)
3. القنطريون الأسود (باللاتينية: Centaurea nigra)
4. القنطريون الأمريكي (باللاتينية: Centaurea americana)
5. القنطريون المبقع (باللاتينية: Centaurea maculosa) في شرق أوروبا
6. القنطريون المرجي (باللاتينية: Centaurea pratensis)

## أنواع وضعت ضمن أجناس أخرى
1. القنطريون الجبلي (باللاتينية: Centaurea montana)